# 理查德·G·克莱因
理查德·G·克莱因（英語：Richard G. Klein，1941年4月11日—）是一位美国人类学家和生物学家，斯坦福大学教授，1966年在芝加哥大学获得博士学位，2003年当选美国国家科学院院士，专攻古人类学，特别是行为现代性方向。